# Selvagens à Procura de Lei
Selvagens à Procura de Lei (aussi connu sous les noms de Selvagens ou SAPDL) est un groupe brésilien de rock psychédélique, originaire de Fortaleza, Ceará. Il est formé en 2009 par Gabriel Aragão (guitare, clavier et chant), Rafael Martins (guitare et chant), Caio Evangelista (basse et chant) et Nicholas Magalhães (batterie et chant). Leurs fans sont connus sous le nom de « mucambada ». Le groupe est influencé par le rock brésilien des années 1980, avec des paroles et des arrangements très pertinents. Il est également possible d'associer le groupe à une certaine influence du rock indépendant des années 2000, comme The Strokes et Arctic Monkeys,.
Les Selvagens peuvent être considérés comme la première grande révélation du rock brésilien de la deuxième décennie des années 2000, ayant déjà influencé plusieurs nouveaux artistes.
Avec une riche discographie, les Selvagens font partie des groupes phares de la nouvelle génération brésilienne et jouent dans les plus grands festivals du pays, ainsi qu'à Lollapalooza 2014 et 2018, et lors de concerts internationaux. En décembre 2017, le groupe annonce son premier concert international, qui s'est déroulé à Buenos Aires, en Argentine. Ils représentent le pays à Moscou pendant la Coupe du monde par le biais de Brasil Music Exchange (BME), un projet d'exportation de musique brésilienne. En 2019, ils donnent leur premier concert à Rock in Rio sur la scène SuperNova.
Le musicien Dinho Ouro Preto cite le groupe comme l'un des points forts du rock brésilien des années 2010. Ils annoncent une pause en 2024.

## Histoire

### Formation (2009)
Avant la formation du groupe, Gabriel Aragão et Nicholas Magalhães vivaient dans le même immeuble et ils se rendaient souvent dans le garage de l'immeuble, où se trouvait une batterie, pour jouer des morceaux qu'ils aimaient. Les membres, Rafael Martins et Caio Evangelista, ont étudié ensemble et jouent dans différents cover bands lors d'un concours pendant leurs études primaires à Fortaleza, Ceará. Au bout d'un certain temps, Rafael invite Caio à jouer avec lui. Ils passent par trois ou quatre groupes jusqu'à ce qu'ils rejoignent Nicholas Magalhães et Gabriel Aragão en 2009. Ils reprennent des groupes comme Red Hot Chili Peppers, The Beatles, Pink Floyd, Led Zeppelin, Rolling Stones et The Police. Interrogé sur le nom du groupe, Gabriel déclare : « Au début, c'était un mélange entre le refrain de Tempo Perdido de Legião et le morceau Selvagem ? de l'album homonyme des Paralamas. J'ai donc décidé de former un groupe appelé Os Selvagens. Au début, je voulais choquer les gens, mais plus tard, je me suis rendu compte que le nom Selvagens ne traduisait pas toute l'idée. Ceux qui lisaient notre nom mais ne nous voyaient pas en concert avaient d'autres idées sur le groupe et, au lieu d'être choqués, ils étaient découragés. Ce n'est qu'au cours de mon premier semestre à l'université que j'ai ajouté « à Procura de Lei » et supprimé le « Os » de notre nom. La signification du nom « Selvagens à Procura de Lei » vient peut-être de l'influence de l'absurdité des années 2000 avec des groupes comme Queens of the Stone Age ». Le nom complet est né d'un cours de sociologie à la fac d'Unifor, où leur professeur dit en faisant une métaphore sur la condition humaine : « ici à la fac nous sommes tous des sauvages à la recherche d'une loi », d'où le nom du groupe,,.

### Premières sorties et Capital Inicial (2010–2014)
En 2010, le groupe sort son premier EP, Talvez eu Seja Mesmo Calado, mas eu sei Exatamente o que eu Quero, suivi d'un autre, intitulé Suas Mentiras Modernas, qui attire l'attention du public, notamment avec le morceau Mucambo Cafundó. Le groupe se fait connaître sur la scène musicale du Ceará, ce qui l'amène à participer à d'importants festivals régionaux. L'année suivante, le groupe sort son premier album studio Aprendendo a Mentir, produit par Iuri Freiberger, enregistré aux studios Casona à Recife et masterisé à São Paulo. L'œuvre comprend des réenregistrements et cinq nouveaux morceaux. La même année, il publie deux clips officiels, Amigos Libertinos et Mucambo Cafundó. Toujours en 2011, ils continuent à se produire dans divers festivals à Fortaleza et São Paulo, entre autres performances, comme le Festival Planeta Terra. Même sans nouveauté ni inédit dans ses compositions, l'album fait preuve de rythme, maintenant le son du disque à la hausse. Le groupe sort également un nouvel album, Amigos Libertadores, qui sort en 2011.
En 2011, le groupe sort l'EP Lado C, qui comprend deux nouveaux morceaux, Ficando Velho et Rotina Blasé, ainsi qu'une reprise de Travessia de Milton Nascimento et Fernando Brant. L'année suivante, il concourt pour le prix VMB 2012 dans la catégorie MTV Bet. Lors des Multishow Awards 2012, ils partagent la scène avec Capital Inicial, interprétant Fátima, un morceau de Capital Inicial, et Mucambo Cafundó,.
En 2013, le groupe sort son deuxième album studio éponyme Selvagens à Procura de Lei, produit et mixé par David Corcos, via Universal Music. L'album était censé être une réédition des morceaux du premier album, mais les musiciens ont apporté quelques nouveaux éléments. La sortie de l'album coïncide avec les manifestations au Brésil, et l'album aborde diverses critiques sociales, en particulier dans le single de l'album, Brasileiro.
L'album est très bien accueilli par la presse spécialisée tout au long de sa sortie et de son travail sur les singles, avec Brasileiro, Mucambo Cafundó, Despedida et Enquanto Eu Passar Na Sua Rua joués sur certaines stations de radio au Brésil, telles que Rádio Rock 89.1FM à São Paulo et Cidade 99.1FM à Fortaleza ; ainsi que très bien notés sur Deezer, Spotify et d'autres flux de données. Dans une interview accordée au magazine Rolling Stone en 2013, Gabriel déclare : « Lorsque nous avons enregistré Brasileiro en 2012, nous ne savions pas que la sortie coïnciderait avec les manifestations de l'année dernière. C'était quelque chose d'imprévisible, mais c'était en phase avec notre génération ».
Le single Mucambo Cafundó (extrait de l'album Aprendendo a Mentir) est réédité dans tout le pays ; les arrangements des morceaux Crescer Dói et Sr. Coronel sont influencés par les groupes Queen et The Beatles. Avec la sortie de cet album, le groupe déménage à São Paulo en raison d'ambitions professionnelles.

### Praieiro, concerts internationaux (2014–2018)
Toujours en 2014, les membres lancent un projet de financement participatif pour produire le troisième album du groupe. Pour ceux qui soutenaient le projet, il y avait plusieurs options de récompense, comme un poster signé et un CD signé. En 2015, le groupe commence le processus d'enregistrement d'un autre album.
En mars 2016, ils sortent de manière indépendante leur troisième album studio, Praieiro. L'album est une ode à l'ancienne vie menée par le quatuor dans la ville de Fortaleza,. Contrairement aux disques précédents, où les morceaux étaient plus orientées vers le rock, la nouvelle œuvre explore également d'autres références et éléments musicaux. Elle est plus dansante, avec la présence de rythmes tels que le reggae et l'utilisation d'instruments de percussion. La performance du groupe, dont le single Tarde Livre est élu par les lecteurs de Rolling Stone Brasil comme le meilleur de 2016, est axée sur un son pop folk avec des influences régionales.
En décembre 2017, le groupe annonce son premier concert international, qui a lieu à Buenos Aires, en Argentine, et le groupe se produit au festival Lollapalooza Brasil, à l'Autódromo de Interlagos à São Paulo, aux côtés de Pearl Jam, Imagine Dragons, Mano Brown et The Killers en 2018. En 2018, le groupe se rend en Russie, où il représente le Brésil lors de représentations pendant la Coupe du monde de la FIFA grâce à Brasil Music Exchange (BME), un projet musical brésilien.

### Dernières activités et pause (2019–2024)
En 2020, en raison de la pandémie de Covid-19, le groupe annule ses concerts qui faisaient partie de la tournée Portable Paradise. Sur la relation entre la situation mondiale et le thème de l'album, Gabriel déclare : « Lorsque j'ai écrit Paraíso Portátil (chanson) à la fin de l'année 2018, le pays était dans la tourmente. C'est drôle comme certains thèmes que nous composons, une fois sortis, finissent par dialoguer encore plus avec le moment présent qu'ils ne le faisaient au moment de la création. C'est ce qui s'est déjà passé avec Selvagens lorsqu'ils ont sorti Brasileiro en 2013. Le clip de Paraíso Portátil été réalisé de manière très libre et ludique, avec de magnifiques paysages habités par un seul personnage. Je pense que la vidéo transmet des sentiments de liberté, de paix et de sens de la vie. Nous pouvons tous en faire l'expérience, même lorsque nous sommes isolés socialement. Le concept de Paraíso Portátil, tant le disque que la musique, est précisément l'invitation à plonger en soi-même ».
Pendant cette période, tout le groupe, à l'exception de Gabriel, retourne à Fortaleza. Pendant la quarantaine, Rafa écrit des chansons tout seul et commence à les produire. Ces chansons feront plus tard partie de sa carrière solo. Entre-temps, le groupe sort deux singles en partenariat avec deux artistes. Le premier est O Rio avec le groupe Scalene et l'autre est un réenregistrement de Sede ao Pote, qui figure sur le quatrième album du groupe, avec l'artiste du nord-est Lucy Alves.
Le 11 juillet 2024, le groupe annonce qu'il fait une pause afin de se restructurer et de changer de marque.

## Discographie

### Albums studio
- 2011 : Apredendo a Mentir
- 2013 : Selvagens à Procura de Lei
- 2016 : Praieiro
- 2019 : Paraíso Portatil

### Albums live
- 2019 : Na Maloca Dragão

### EP
- 2010 : Talvez eu Seja Mesmo Calado, mas eu sei Exatamente o que eu Quero
- 2010 : Suas Mentiras Modernas
- 2011 : Lado C

## Distinctions
| Année | Prix                   | Catégorie               | Nommé                      | Résultat   |
| ----- | ---------------------- | ----------------------- | -------------------------- | ---------- |
| 2012  | MTV Video Music Brasil | Aposta MTV              | Selvagens à Procura de Lei | Nomination |
| 2016  | Revista Rolling Stone  | Meilleur single de 2016 | Tarde Livre                | Lauréat    |
| 2020  | Prêmio Dinamite        | Meilleure sortie rock   | Paraíso Portátil (album)   | Nomination |